# Omelet
Gli Omelet sono un gruppo vocale italiano formatosi nel 1978, che, a cavallo tra gli anni '70 e '80, si è affermato nel panorama della musica pop della nazione d'origine.

## Storia degli Omelet
Due dei componenti del gruppo, i coniugi Pino Scarpettini e Paola Rosmini, sono i fondatori del Premio Rino Gaetano; gli altri due membri sono Tony Rosati e Stefania Mattoccia (che sostituisce la ragazza della prima formazione 1976 "sweet Omelet" Annamaria Todaro).
Nel 1976 con il nome "Sweet Omelet" esce il primo album, Biancaneve nella jungla, un'opera-musical prodotta da Miki Del Prete e battezzata da Adriano Celentano, entrando in maniera del tutto originale nella discografia. Nel 1978 diventano definitivamente "Omelet", proseguendo il cammino con una serie di cover come il medley 30-50-70 (Panarecord) e California e Motel (Cloudisque), versione quest'ultima di One man one woman degli ABBA.
Nel 1979 fanno parte del cast della prima edizione di Fantastico. Seguono varie partecipazioni a trasmissioni televisive nazionali, quali Popcorn, Superclassifica Show, Domenica In e Blitz (su Raidue con Gianni Minà in un omaggio a Cassius Clay). Poi tournée italiane come il GiroMike con Mike Bongiorno e Toto Cutugno e negli Stati Uniti.
Si occupano anche di sociale, e sono testimonial dell'AIDO (Associazione Italiana Donatori Organi). Nel 2009 si dedicano ad un tour di "seminari sugli Abba", preparando l'uscita dell'album Omelet dedicated to Abba per la Crisler, contenente le loro versioni in italiano di alcuni brani del gruppo, quali Mamma Mia, Fernando e The Winner Takes It All.

## Formazione
- Paola Rosmini
- Pino Scarpettini
- Stefania Mattoccia
- Tony Rosati

## Discografia
- 1976 - Biancaneve nella jungla
- 1980 - Omelet